# Heteromeringia strandtmannorum
Heteromeringia strandtmannorum är en tvåvingeart som beskrevs av Mitsuhiro Sasakawa 1966. Heteromeringia strandtmannorum ingår i släktet Heteromeringia och familjen träflugor. Inga underarter finns listade i Catalogue of Life.